# Andrew Manze
(Andrew Manze durante l'esecuzione dei Dodici concerti grossi op. 6 di Arcangelo Corelli ai Proms'')
Andrew Manze (Beckenham, 14 gennaio 1965) è un violinista e direttore d'orchestra britannico.

## Biografia
Dopo la laurea in lettere classiche all'Università di Cambridge si dedica allo studio del violino con Simon Standage, uno dei fondatori del The English Concert, alla Royal Academy of Music, proseguendo poi con Lucy van Dael e Marie Leonhardt.
Nel 1988 è diventato primo violino dell'Amsterdam Baroque Orchestra sotto la direzione di Ton Koopman e nel 1989 è entrato nell'European Union Baroque Orchestra, nella quale in seguito sarà docente e direttore. Nel 1996 diventa direttore associato della Academy of Ancient Music e nel 2003 assume la direzione dell'ensemble londinese The English Concert, succedendo al clavicembalista Trevor Pinnock fino a quando, nel settembre 2007, lascia questo incarico ad Harry Bicket. Dirige regolarmente anche altre orchestre come la Swedish Chamber Orchestra e l'Orchestra of the Age of Enlightenment. Nel 2006 è stato nominato direttore principale della Symphony Orchestra di Helsingborg.
Nell'ambito della musica da camera ha collaborato con il clavicembalista Richard Egarr e per dieci anni ha fatto parte dell'ensemble Romanesca con il clavicembalista John Toll e il liutista Nigel North. Le incisioni realizzate con questo ensemble (in particolar modo Biber, Schmelzer e Vivaldi) hanno ricevuto numerosi premi da parte della critica specializzata.
Manze è una presenza stabile dei programmi di BBC Radio 3 e uno dei presentatori del programma The Early Music Show.

## Discografia
Andrew Manze ha realizzato numerose incisioni discografiche per l'etichetta discografica Harmonia Mundi sia in qualità di direttore delle orchestre The English Concert e Academy of Ancient Music, sia come solista nonché membro dell'ensemble Romanesca.
Quella che segue è l'elenco delle incisioni in cui compare in veste di solista al violino.
- 1980 - Giuseppe Tartini, The Devil's Sonata (Harmonia Mundi)
- 1991 - William Corbett, Bizzarrie Universali, Op. 8, con Roy Goodman (Channel Classics)
- 1994 - Giovanni Antonio Pandolfi Mealli, Violin Sonatas, con Richard Egarr e Fred Jacobs (Channel Classics)
- 1995 - Georg Philipp Telemann, Twelve Fantasias for Violin Solo; Gulliver Suite for Two Violins, con Caroline Balding (Harmonia Mundi)
- 1999 - Jean-Féry Rebel, Violin Sonatas, con Richard Egarr e Jaap ter Linden (Harmonia Mundi)
- 1999 - Giovanni Antonio Pandolfi, Complete Violin Sonatas (Harmonia Mundi)
- 1999 - Johann Sebastian Bach, Four Violin Sonatas; Toccata and Fugue BWV 565, con Richard Egarr e Jaap ter Linden (Harmonia Mundi)
- 2000 - Johann Sebastian Bach, Violin Sonatas, con Richard Egarr e Jaap ter Linden (Harmonia Mundi)
- 2001 - Georg Friedrich Händel, Complete Violin Sonatas, con Richard Egarr (Harmonia Mundi)
- 2002 - Arcangelo Corelli, Violin Sonatas, Op. 5, con Richard Egarr (Harmonia Mundi)
- 2004 - Heinrich Ignaz Franz von Biber, The Rosary Sonatas (Harmonia Mundi)
- 2005 - Wolfgang Amadeus Mozart, Violin Sonatas, 1781 (K376, K377, K380), con Richard Egarr (Harmonia Mundi)
- 2007 - Franz Schubert, Sonatas for violin & piano, con Richard Egarr (Harmonia Mundi)

Con l'ensemble Romanesca:
- 1994 - Heinrich Ignaz Franz von Biber, Violin Sonatas (Harmonia Mundi)
- 1995 - Antonio Vivaldi, "Manchester" Sonatas for Violin & Continuo (Nos. I - VI) (Harmonia Mundi)
- 1996 - Johann Heinrich Schmelzer Violin Sonatas (Harmonia Mundi)
- 1997 - Biagio Marini, Curiose & Moderne Inventioni (Harmonia Mundi)
- 1998 - Phantasticus. 17th Century Italian Violin Music (Harmonia Mundi)
- 1999 - Marco Uccellini, Sonatas (Harmonia Mundi)